# Bonne Kazemier

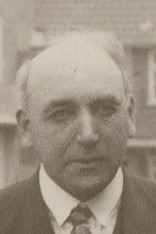
Bonne Kazemier

Bonne Kazemier (Kollum, 26 mei 1875 - Groningen, 19 juli 1967), ook wel B. Kazemier genoemd, was een Nederlandse architect, die vooral werkzaam was in de stad Groningen. Hij was een van de oprichters van het architectenbureau Kazemier & Tonkens (1919-1940), dat in Groningen enkele duizenden woningen heeft ontworpen.

## Leven en werk

#### Achtergrond
Kazemier stamde uit een familie van landarbeiders, ambachtslieden en kleine boeren uit het grensgebied tussen Groningen, Friesland en Drenthe. De latere opvoedkundige en onderwijsvernieuwer Rommert Casimir (1877-1957) was een van zijn jongere broers. Hun vader Brugt Kazemier was 'koopman'. Na diens vroege overlijden verhuisde het gezin in 1889 naar Groningen, waar Kazemiers oudste broer Hendrik werk had gevonden. De familie kwam te wonen in de buurt van de Westerbinnensingel, waar in die tijd de gronden werden bebouwd die waren vrijgekomen na het slechten van de vestingwerken van de stad. Dit wekte Kazemiers belangstelling en op zijn zestiende werd hij timmerman. Twee jaar later werd hij in dienst genomen door de Fries-Groningse architect Pieter van de Wint (1865-1940). Aanvankelijk was hij bouwopzichter, maar omdat Van de Wint regelmatig ziek was, werd Kazemier ook tekenwerk toevertrouwd. Zo werd hij in de praktijk geschoold tot bouwkundige en architect.
In 1898 trouwde Kazemier met Tijbechien Uildriks (1871-1953), een dochter van een klompenmaker uit Kolham, met wie hij drie kinderen zou krijgen, onder wie de latere letterkundige Geert Kazemier (1902-1991). Ze vestigden zich in de Leeuwarderstraat in Groningen. Drie jaar later werd Kazemier tot hoofdopzichter en tekenaar benoemd. Omwille van de bijverdiensten werd hij tevens brandweerman, wat hem een longziekte opleverde. Om daarvan te herstellen kuurde hij in de jaren 1906 en 1907 in New Mexico.

#### Kazemier en de Maatschappij tot verbetering van Woningtoestanden
Kazemier werd in 1909 door de stad Groningen aangezocht als deskundige voor de gemeentelijke Gezondheidscommissie. Als zodanig bezocht hij allerlei woningen in de stad, wat hem een duidelijk beeld van de in die tijd omvangrijke huisvestingsproblemen opleverde. In 1914 sprak hij daarover op een openbare bijeenkomst van de liberale kiesvereniging Burgerplicht. Kazemier stelde dat er in de stad een direct tekort aan ongeveer 1000 arbeiderswoningen was. Volgens hem zou zonder krachtdadig ingrijpen dit tekort alleen maar groter worden, wat ten koste zou gaan van de lokale economie, omdat bedrijven die wilden uitbreiden niet in staat zouden zijn om hun nieuwe personeel te huisvesten.
Kazemiers toespraak leidde ertoe, dat hij een paar dagen later werd uitgenodigd bij de Groninger industrieel Jan Evert Scholten (1849-1918), om samen met hem en de voorzitter van de kiesvereniging deze problemen nader te bespreken. Als resultaat daarvan werd op 25 juni 1914 de Maatschappij tot verbetering van Woningtoestanden opgericht, de voorloper van de latere woningcorporatie De Huismeesters. Ondanks materiaalschaarste als gevolg van de Eerste Wereldoorlog begon deze al het jaar daarop met de bouw van 185 woningen aan de Bedumerweg.
Een andere vroege activiteit van de Maatschappij was de ontwikkeling van het tuindorp De Hoogte. In deze nieuwe buurt, onderdeel van het Plan van Uitleg van de stad dat gemeentearchitect J.A. Mulock Houwer (1857-1933) al in het begin van de twintigste eeuw had vervaardigd, realiseerde de Maatschappij tussen 1918 en 1923 421 nieuwe woningen. Kazemier, die zich in 1917 als zelfstandig architect had gevestigd, werd hierbij eveneens betrokken: samen met Antonius Theodorus van Elmpt (1866-1953) en zijn voormalige werkgever Van de Wint ontwierp hij voor dit project meerdere typen woningen.

#### 1919-1940: Kazemier & Tonkens
In 1919 begon Kazemier met zijn veertien jaar jongere vakgenoot Tonko Tonkens (1889-1945) het architectenbureau Kazemier & Tonkens. Ze vestigden zich in het pand Aweg 15 in Groningen. Hun samenwerking zou vruchtbaar blijken: in de stad Groningen zijn zeker 4000 woningen gebouwd die door dit bureau werden ontworpen.
Tot de eerste gezamenlijke werken van het tweetal behoorden de woningblokken die naar hun ontwerp vanaf 1920 werden gebouwd aan de Abel Tasmanstraat in de Zeeheldenbuurt. Dit gebeurde in opdracht van de woningbouwvereniging Gruno (in 1993 opgegaan in Nijestee), die het tweetal kort na de oprichting in 1919 tot verenigingsarchitect had benoemd. Eveneens in opdracht van Gruno realiseerde het duo honderden woningen in het noordelijke deel van de Grunobuurt (1922-1928). Deze woningblokken, ontworpen in een verstrakte variant van de stijl van de Amsterdamse School, zijn in 2009-2010 voor een groot deel gesloopt. Ook andere Groninger woningbouwverenigingen schakelden regelmatig Kazemier en Tonkens in. In opdracht van de socialistische woningbouwcorporatie Groningen (in 1993 ook opgegaan in Nijestee) ontwierpen ze grote aantallen woningen in de Oosterparkwijk, waaronder aan de Gerbrand Bakkerstraat (1922-1925).
Hun bureau, dat in 1923 verhuisde naar het pand Herman Colleniusstraat 19, realiseerde in dezelfde wijk ook woningen aan het Kooykerplein (1928) en de Diephuisstraat (1932). Daarnaast bleef het duo opdrachten krijgen van de Maatschappij en ontwikkelden ze woningbouwprojecten voor eigen rekening. Kazemier en Tonkens beperkten zich niet tot woningen: ze ontwierpen in Groningen ook bedrijfspanden, zoals pakhuizen aan de Lage der A (1919) en de Oosterkade (1930). Ook de Lutherzaal, het verenigingslokaal van de Vrijzinnig Lutherse Vereniging in de Haddingestraat, dat is aangewezen als rijksmonument, is van hun hand.
Kazemier zowel als Tonkens was verbonden aan de Groninger opleiding Voorbereidend Bouwkunst Onderricht (VBO), die vanaf 1936 op initiatief van de Vereniging tot Bevordering der Bouwkunst in de avonduren werd gegeven aan de Middelbare Technische School aan de Petrus Driessenstraat. Bij deze cursus, die zich richtte op in het bouwvak werkzame personen, waren ook de architecten Siep Bouma (1899-1955), Evert van Linge (1895-1964), Herman van Wissen (1910-2000) en de Ploeg-kunstenaar Johan Dijkstra (1899-1976) betrokken.

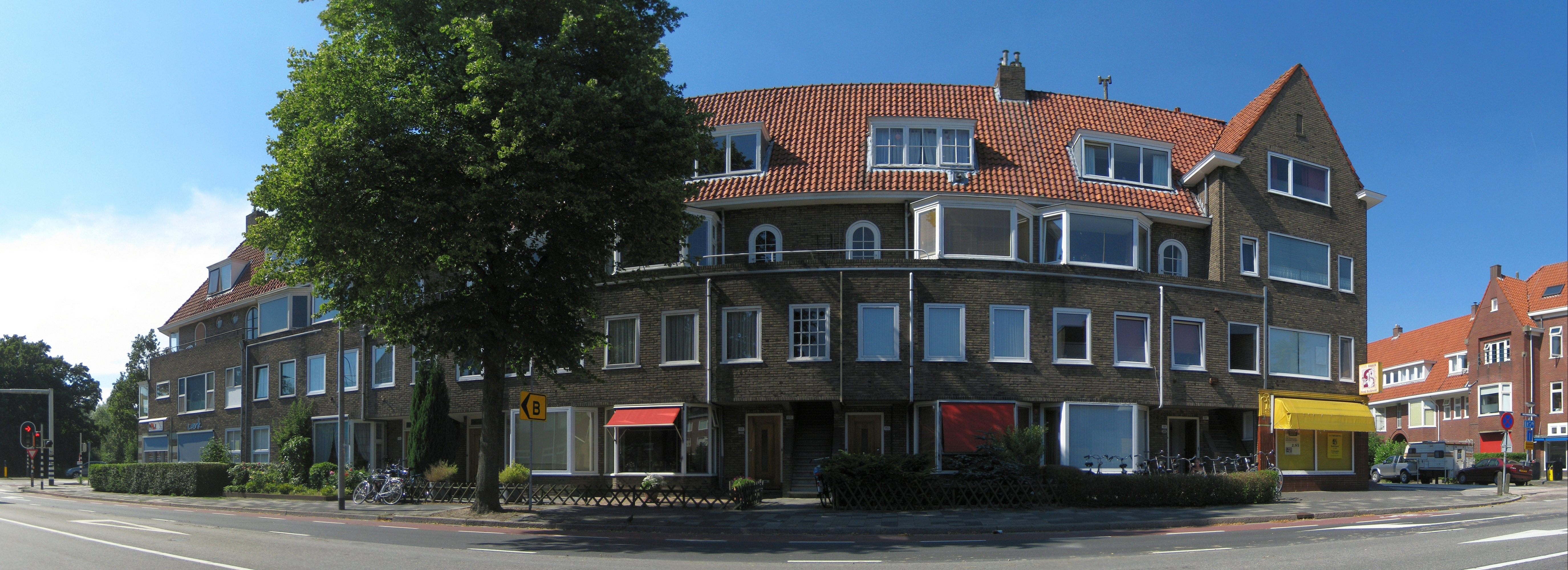
Woningblok aan de Parkweg in het noordelijke deel van de Groninger Grunobuurt (2010)
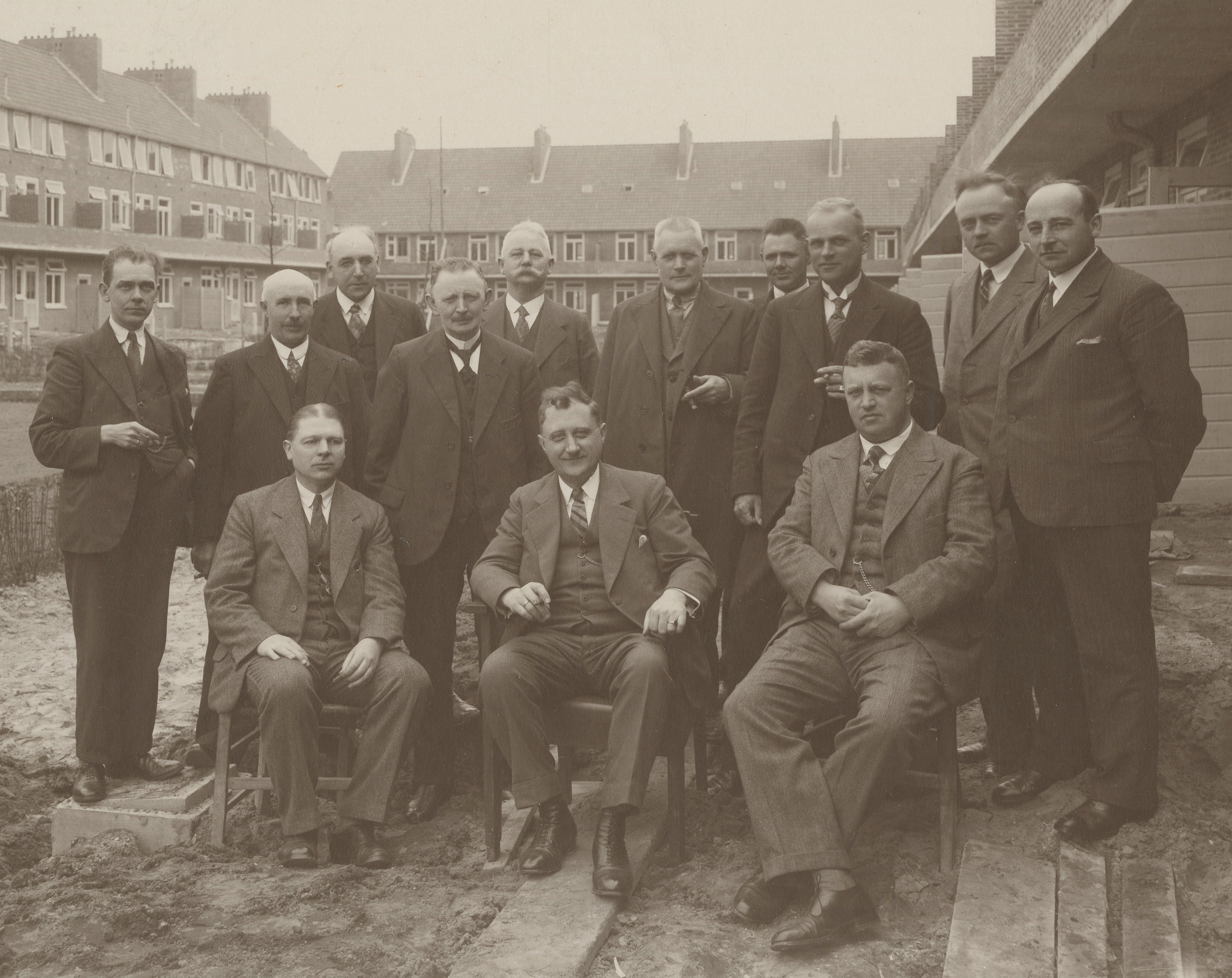
Groepsfoto op het binnenterrein van het bouwblok Oliemuldersweg (links), Klaprooslaan (midden) en Nachtegaalstraat (rechts) in de Oosterparkwijk, Groningen: Kazemier (derde van links), Tonko Tonkens (tweede van rechts) en wethouder Eltjo Rugge (vijfde van rechts)

#### Na 1940
Rond het begin van de Tweede Wereldoorlog bleek de samenwerking te haperen: Tonkens was van mening dat Kazemier te eigengereid was. De onenigheid leidde tot een breuk: hun ontwerp uit 1940 voor een kantoor van de Raad van Arbeid aan de Nieuwe Boteringestraat werd hun laatste gezamenlijke werk. Kazemier werd weer zelfstandig architect en zijn eerste project als zodanig was een complex woningen aan de Vinkenstraat (1941). Na de oorlog ontwierp hij onder meer woningblokken aan de Gorechtkade en, in opdracht van woningbouwvereniging Groningen, woningen (1953-1956) aan de Hyacinthstraat in de Oosterparkwijk.
Kazemier is op 19 juli 1967 op 92-jarige leeftijd te Groningen overleden.

## Werken (selectie)
De genoemde werken werden ontworpen door Kazemier & Tonkens, tenzij anders vermeld.
- 1917-1921: Woningen in De Hoogte, Groningen (samen met A.Th. van Elmpt en P. van de Wint)[1]
- 1922-1928: Woningen in de Grunobuurt, Groningen[2][3]
- 1922-1925: Woningen aan de Gerbrand Bakkerstraat', Groningen[4]
- 1923: Dekkledenmagazijn voor de Gebr. Waterborg, Lage der A, Groningen[1][5]
- 1925: De Lutherzaal in de Haddingestraat, Groningen[6]
- 1928: Rusthuis van de Doopsgezinde Gemeente aan de Savornin Lohmanlaan, Groningen[7]
- 1928: Woningen aan het Kooykerplein, Groningen[1]
- 1930: Pakhuis aan de Oosterkade, Groningen[8]
- 1932: Woningblok aan de Diephuisstraat, Groningen[9]
- 1937: Portiekwoningen aan de Tweede Willemstraat, Groningen[10]
- 1939: Bankgebouw voor handelshuis Mesdag en Zonen aan de Rijksstraatweg', Haren[1]
- 1953-1956: Woningen aan de Hyacinthstraat, Groningen (als zelfstandig architect)[1]

- International Standard Name Identifier: 0000 0004 5847 0179
- Nederlandse Thesaurus van Auteursnamen: 395609275
- Virtual International Authority File: 87144648415099105581
- WorldCat: E39PBJy8wjgXvVGVXBv6jGbcfq